# Космос-2388
Космос-2388 је један од преко 2400 совјетских вјештачких сателита лансираних у оквиру програма Космос.
Космос-2388 је лансиран са космодрома Плесецк, Русија, 1. априла 2002. Ракета-носач Молнија је поставила сателит у орбиту око планете Земље. 